# Löwensches Palais

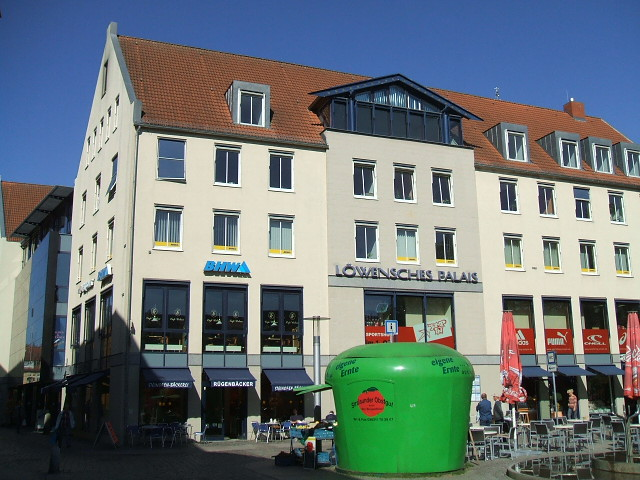
Das Löwensche Palais (2007)

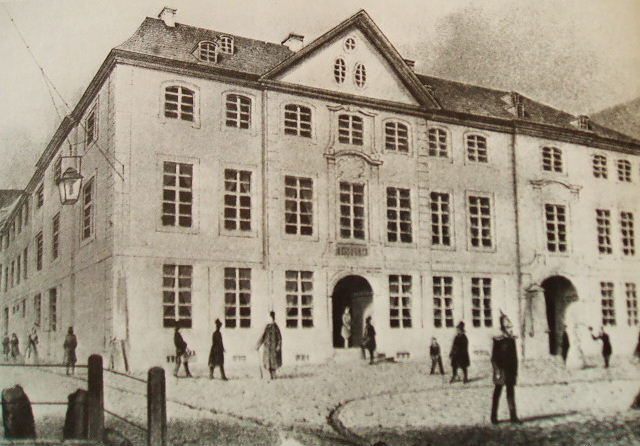
Das ursprüngliche Löwensche Palais

Das Löwensche Palais ist ein aus dem Jahr 1995 stammendes Geschäftshaus in der Innenstadt der Hansestadt Stralsund, an der Ecke Ossenreyerstraße zur Heilgeiststraße gelegen.

## Geschichte
Das heutige Gebäude erhielt seinen Namen vom Vorgängergebäude. Dieses wurde im Jahr 1734 im Auftrag des Stralsunder Bürgermeisters David Ike (1683–1755) errichtet. Nach dessen Tod erwarb der Generalgouverneur von Schwedisch-Pommern, Axel Graf von Löwen (1686–1772), das Gebäude. Er ließ anstelle der miterworbenen Wohnbude einen Anbau zum Hauptgebäude errichten.
Der Generalgouverneur, der vordem im Meyerfeldtschen Palais seinen Dienst- und Wohnsitz hatte, bezog nun das nach ihm „Löwensches Palais“ benannte Gebäude als Wohnsitz; Dienstsitz blieb das „Meyerfeldtsche Palais“.
Hier sammelte von Löwen auch seine umfangreichen Kunst- und Literaturbestände, die er in seinem Testament der Stadt Stralsund vermachte und die heute, soweit noch vorhanden, im Kulturhistorischen Museum und im Stadtarchiv Stralsund aufbewahrt werden.
Nach Axel von Löwens Tod ließ Otto von Löwen in den Jahren 1786 bis 1787 noch einen Erweiterungsbau errichten. Am 9. Juni 1797 verkaufte die schwedische Familie von Löwen das Haus an die im Jahr 1796 gegründete „Ressource-Gesellschaft“ für 15.500 Reichstaler. Diese benannte das Gebäude in „Haus der Ressource“ um. Die Gesellschaft veranstaltete Bälle und Konzerte und verstand ihr Haus als kulturelles Zentrum der Stadt. Einige Räume wurden vermietet, so zum Beispiel 1798 an die Freimaurerloge.
Während der französischen Besatzung 1807 wurden Soldaten einquartiert. 1811 eröffnete die Ressource-Gesellschaft ihr Haus nach einer umfangreichen Sanierung wieder.
Beim Bombenangriff auf Stralsund am 6. Oktober 1944 wurde das Gebäude zerstört. Auf der Freifläche entstand zunächst ein Parkplatz, in den 1950er Jahren dann ein Obst- und Gemüsemarkt. Am 5. Oktober 1995 wurde das für 35 Millionen Deutsche Mark neu errichtete Geschäftshaus eröffnet. Die Architektur erinnert nur entfernt an den Vorgängerbau. Nach einigen Jahren des Bestehens wurden im Jahr 2011 die Verträge mit den Mietern gekündigt, um das Gebäude neu zu gestalten; dies ist bis heute (Stand: Oktober 2015) nicht geschehen.